# Gloiothele lamellosa
Gloiothele lamellosa är en svampart som först beskrevs av Henn., och fick sitt nu gällande namn av Giacopo Bresàdola 1920. Gloiothele lamellosa ingår i släktet Gloiothele och familjen Peniophoraceae.   Inga underarter finns listade i Catalogue of Life.